# Joseph François Jean Potocki
Joseph François Jean Potocki (armoiries nobles Pilawa), en polonais, Józef Franciszek Jan Potocki, est un comte polonais, ayant participé à l'insurrection de Novembre, né à Boćki le 4 octobre 1800, décédé à Paris le 8 septembre 1863.

## Biographie
Joseph François Potocki est le fils de Jean Aloysius Potocki (en polonais, Jan Alojzy Potocki) et Maria Antonina Czartoryski, fille de Józef Klemens Czartoryski, petit-fils de Franciszek Piotr Potocki, descendant de Jakub Potocki (pl) (né vers 1481 - mort avant 1551). Il est le frère d'Herman Potocki (1801-1866).
En 1831, il fut élu député du district de Bielsk au parlement insurrectionnel.
Pour sa participation à l'insurrection de novembre, lui et son frère Herman furent condamnés à mort et privés de leurs vastes biens situés dans l'actuelle Ukraine. En route vers la France, ils furent arrêtés par les Autrichiens à la demande des autorités russes et emprisonnés pendant six mois dans la forteresse de Brno. Après sa libération, il s'exila définitivement en France. Il fut membre du parlement insurgé en exil.
Il s'est marié secrètement en Belgique, sous le nom de Montalk, avec sa nièce, Judith Charlotte Anne O'Kennedy, qu'il avait enlevée au palais du 3e marquis de Townshend et que la tradition familiale considérait comme une fille illégitime du roi George IV. Le nom de Montalk était probablement une tentative de traduction en français de Białystok ou Białołówka (un domaine confisqué à Potocki pour sa participation à l'insurrection de Novembre). Son fils, Joseph Wladislas Edmond Potocki de Montalk (1836–1901), a adopté définitivement ce nom de famille, qui a été transmis à ses descendants en Nouvelle-Zélande.
Il a servi comme commandant de cavalerie dans l'armée espagnole et a participé à l'expédition du Mexique du général Juan Prim. Les descendants de Potocki ont été privés de la possibilité d'hériter de ses biens après sa mort, probablement en raison de pressions familiales en Pologne concernant la non-reconnaissance de son mariage avec Judith O'Kennedy. Potocki et Judith O'Kennedy se sont mariés à l'église le 25 mai 1857, à Paris.
Il a été inhumé le 10 septembre 1863 au cimetière de Montmartre, 5e division, avec son frère Herman Potocki (1801-1866).